# Guinea-Bissau ai Giochi della XXXIII Olimpiade
La Guinea-Bissau ha partecipato ai Giochi della XXXIII Olimpiade, svoltisi a Parigi dal 26 luglio all'11 agosto 2024, con una delegazione di 6 atleti uomini in 5 discipline.

## Delegazione
| Sport            | Uomini | Donne | Totale |
| ---------------- | ------ | ----- | ------ |
| Atletica leggera | 1      | 0     | 1      |
| Judo             | 1      | 0     | 1      |
| Lotta            | 2      | 0     | 2      |
| Nuoto            | 1      | 0     | 1      |
| Taekwondo        | 1      | 0     | 1      |
| Totale           | 6      | 0     | 6      |